# Cheiracanthium gratum
Cheiracanthium gratum är en spindelart som beskrevs av Kulczynski 1897. Cheiracanthium gratum ingår i släktet Cheiracanthium och familjen sporrspindlar. Inga underarter finns listade i Catalogue of Life.